# Avelanoso
Avelanoso é uma povoação portuguesa do Município de Vimioso que foi sede da extinta Freguesia de Avelanoso, freguesia que tinha 29,22 km² de área e 148 habitantes (2011), e, por isso, uma densidade populacional de 5,1 hab/km².
A Freguesia de Avelanoso foi extinta (agregada) pela reorganização administrativa de 2013, tendo o seu território sido agregado ao da Freguesia de Vale de Frades para criar a Freguesia de Vale de Frades e Avelanoso.
Avelanoso fez parte do antigo concelho de Outeiro, extinto pelo decreto de 31 de Dezembro de 1853, tendo passado para o concelho (atual município) de Vimioso.

## População
| População da freguesia de Avelanoso | População da freguesia de Avelanoso | População da freguesia de Avelanoso | População da freguesia de Avelanoso | População da freguesia de Avelanoso | População da freguesia de Avelanoso | População da freguesia de Avelanoso | População da freguesia de Avelanoso | População da freguesia de Avelanoso | População da freguesia de Avelanoso | População da freguesia de Avelanoso | População da freguesia de Avelanoso | População da freguesia de Avelanoso | População da freguesia de Avelanoso | População da freguesia de Avelanoso |
| ----------------------------------- | ----------------------------------- | ----------------------------------- | ----------------------------------- | ----------------------------------- | ----------------------------------- | ----------------------------------- | ----------------------------------- | ----------------------------------- | ----------------------------------- | ----------------------------------- | ----------------------------------- | ----------------------------------- | ----------------------------------- | ----------------------------------- |
| 1864                                | 1878                                | 1890                                | 1900                                | 1911                                | 1920                                | 1930                                | 1940                                | 1950                                | 1960                                | 1970                                | 1981                                | 1991                                | 2001                                | 2011                                |
| 264                                 | 278                                 | 298                                 | 339                                 | 420                                 | 425                                 | 513                                 | 526                                 | 608                                 | 608                                 | 430                                 | 374                                 | 249                                 | 204                                 | 148                                 |

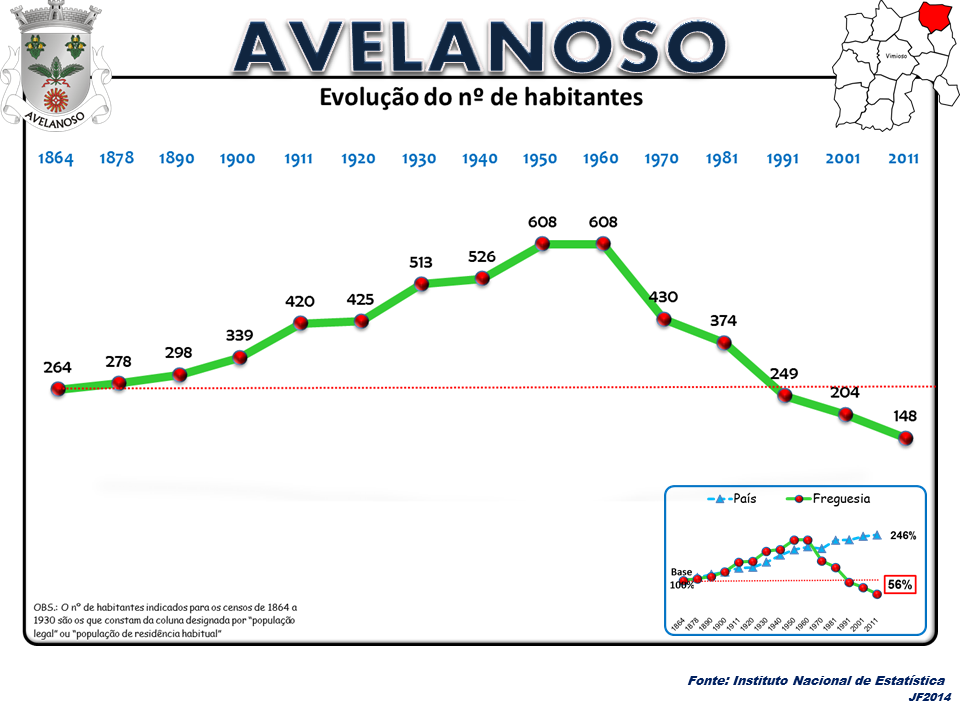
Evolução da População 1864 / 2011
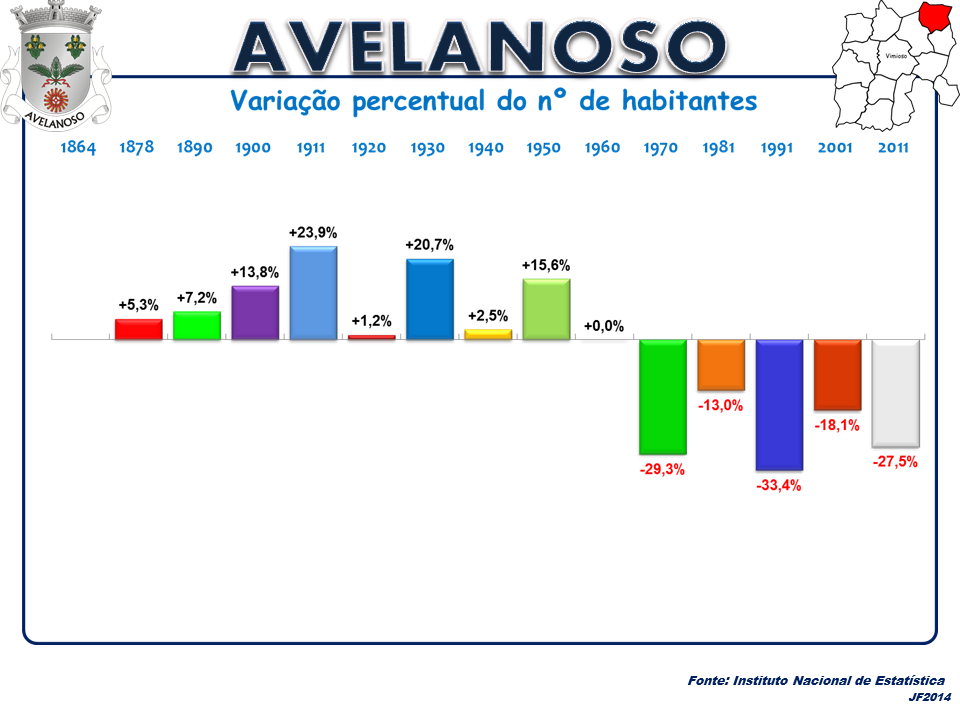
Variação da População 1864 / 2011
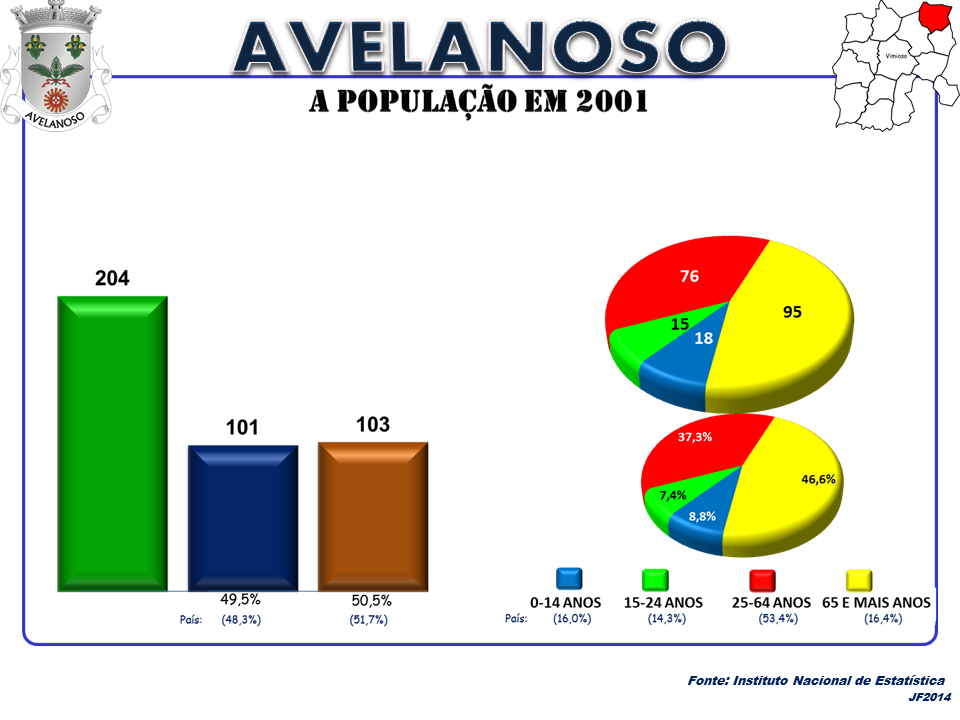
A População em 2001
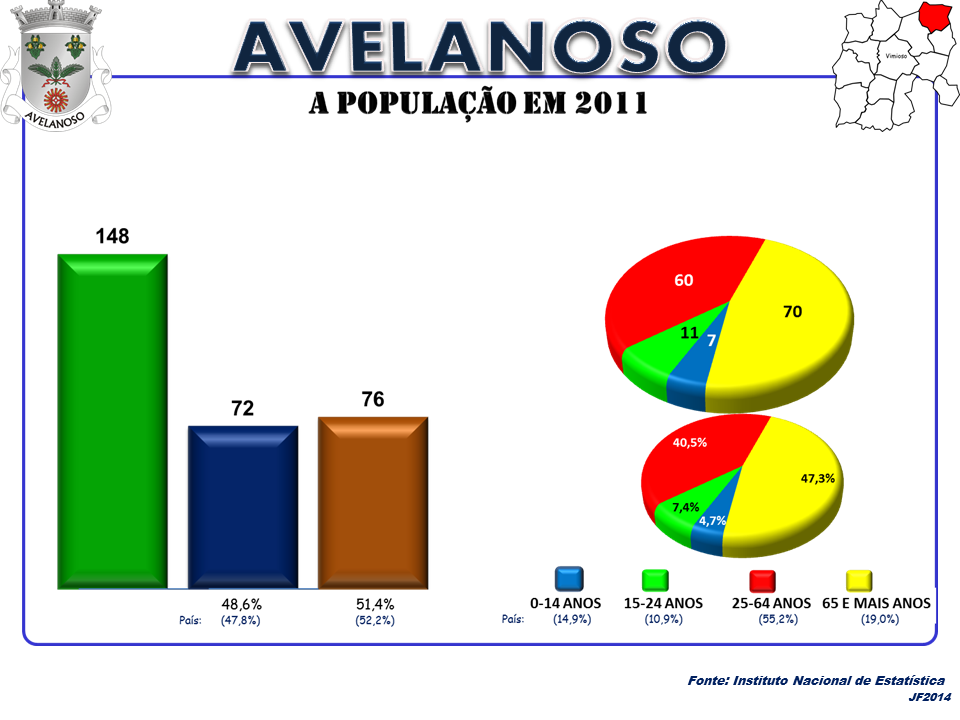
A População em 2011